# Versura
La versura è un'unità di misura della superficie usata localmente in agraria, soprattutto in provincia di Foggia.
Il valore della versura è variabile da comune a comune; ad esempio, nella città di Foggia corrisponde a 123,45 are, ossia a 12.345 m2
Altre misure locali correlate:
| beniamino= 1.90 unità di misura segetina | 4 tomoli      |
| 1 versura                                | 60 passi      |
| 1 passo                                  | 7 palmi       |
| 1 passo                                  | 60 passitelli |